# DefTech AV8
DefTech AV8 Gempita (Thunder) là một chiến xa bọc thép lội nước đa nhiệm phát triển bởi Công ty quốc phòng Malaysia DefTech và sự trợ giúp của Công ty quốc phòng Turkey FNSS. Mẫu Gempita có sự tương đồng với thiết kế và công nghệ FNSS Pars của Thổ Nhĩ Kỳ. Chiến xa này có thiết kế modul cho phép thay đổi tháp pháo, vũ khí, cảm biến, và hệ thống liên lạc trên cùng một khung chiến xa.
Dòng xe này có 12 biến thể, bao gồm xe bọc thép chở quân, xe chiến đấu bộ binh, pháo tự hành chống tăng, xe tín hiệu tình báo và xe cứu hộ.
AV8 được sản xuất bởi DefTech tại Pahang, Malaysia.

## Lịch sử

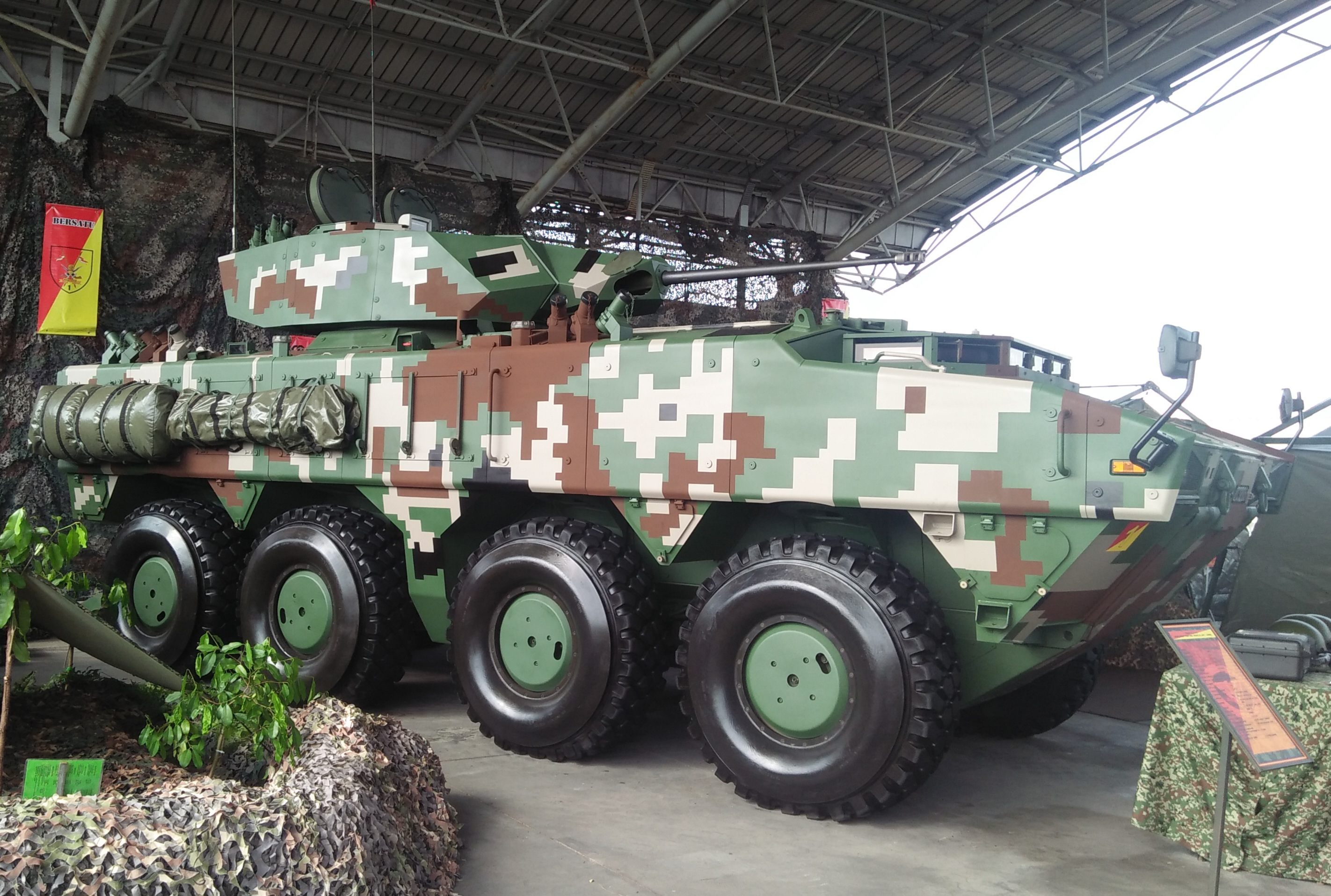
AV8 Gempita of Malaysian Army in digital camouflage

Tháng 6 năm 2011, Công ty Thổ Nhĩ Kỳ FNSS ký một ' văn bản đồng thuận ' cùng với DRB-Hicom Defence Technologies (DefTech) nhằm hỗ trợ thiết kế và phát triển chiến xa. Chiến xa AV8 được Quân đội Malaysia lựa chọn dựa trên công nghệ của chiến xa bánh lốp, đa nhiệm Pars 8×8 do FNSS chế tạo. Hợp đồng cũng bao gồm việc chuyển giao công nghệ cho Deftech và hỗ trợ hậu cần cho Lục quân Malaysia, xác định chiến xa này cùng với 12 biến thể của nó sẽ trở chiến xa nội địa đầu tiên của Malaysia trong dòng xe thiết giáp 8×8.
Tháng 4 năm 2012, DefTech và FNSS cho ra mắt mô hình của AV8 tại triển lãm quốc phòng quốc tế Defence Services Asia 2012 ở Kuala Lumpur. DefTech Malaysia sẽ là nhà sản xuất chính, và các kỹ sư của công ty sẽ làm việc với chi nhánh Nurol của FNSS để hiệu chỉnh chiến xa phù hợp với nhu cầu và thiết bị của bên Malaysia. Công ty Denel của Nam Phi sẽ chế tạo tháp chiến đấu 2 người cho chiến xa, trong khi công ty liên doanh địa phương Sapura-Thales sẽ đảm nhiệm phần hệ thống tích hợp. Mẫu thử nghiệm đầu tiên của AV8 được ra mắt vào năm 2013 cho công chúng tại lễ kỷ niệm Ngày Lục quân 80 năm tại Port Dickson, Negeri Sembilan.
Tháng 4 năm 2014, DefTech loan báo 12 chiến xa đầu tiên sẽ được bắt đầu sản xuất vào tháng 6 năm 2014 và sẽ được bàn giao cho Lục Quân Malaysia vào cuối năm 2014. CEO Amril Samsudin của DefTech cũng nói rằng DefTech đã nhận được các hợp đồng từ các quốc gia trong khu vực, trong đó có Lực lượng Võ trang Saudi.
Tháng 12 năm 2014, AV8 được chính thức phục vụ trong Lục Quân Malaysia trong một buổi lễ tại nhà máy DefTech ở Pekan. Sự kiện bàn giao 12 đơn vị đầu tiên này đánh dấu một mốc quan trọng trong chương trình AV8
Các xe AV8 sẽ được bàn giao tất cả cho Lục quân  Malaysia vào năm 2020.

### Xuất khẩu
DefTech đang tiến hành các bước xuất khẩu AV8 Gempita. Công ty đã gửi ít nhứt một xe AV8 Gempita, biến thể AFV30 đến Saudi Arabia để thử nghiệm vào tháng 8/9 năm  2018.

### Tai nạn
Năm 2016, một chiếc AV8 liên quan tới một vụ tại nạn khi một công nhân của DefTech thiệt mạng khi xe cán qua.

## Thiết kế
Ghế tài xế và chỉ huy nằm phía trước chiến xa, tháp chiến đấu ở giữa và khoang chứa lính ở sau. Có ba kính tiềm vọng ban ngày tại vị trí tài xế và chỉ huy và một cái mỗi bên cho tầm nhìn tối đa. Vị trí mười một lính được đặt phía sau trên hai hàng ghế đối diện nhau. Tất cả ghế đều có tính năng giảm sốc và seatbelt 5 điểm tiêu chuẩn. Phía sau vị trí tài xế và chỉ huy có lối thông với khoang chở lính ở bên phải thân xe. Binh lính ra vào xe thông qua cửa thủy lực đặt phía sau khung xe.

### Các thông số chính
- Hai camera cảm biến nhiệt và CCD camera đặt phía trước và sau, cho phép lái xe và chỉ huy toàn cảnh tình hình chiến trường.
- Hệ thống lái tay trái hoặc phải.
- All wheel steer.
- All wheel drive.
- Hệ thống chống bó phanh (ABS).
- Hệ thống modul cho phép thay đổi vũ khí giữa các chiến xa.[3]

### Giáp
Thân của bản gốc Pars có giáp hỗn hợp composite nhôm và thép bảo vệ kíp lái và binh lính khỏi đạn bộ binh 7.62 mm từ mọi hướng. Xe AV8 có giáp tăng cường phí trước và bên để thêm khả năng bảo vệ phù hợp với tiêu chuẩn  STANAG 4569 Level 4, chống lại đạn 14.5mm. Lớp giáp này khiến cho vận tốc của chiến xa giảm 8 hoặc 6 km/h so với chiến xa Pars. Phiên bản chống tăng với tháp chiến đấu LCT30 không có khả năng lội nước.

### Các hệ thống phụ
- Điều hòa nhiệt độ
- NBC protection
- Hệ thống fire suppression tự động
- Hệ thống navigation mặt đất
- Các hệ thống vũ khí tích hợp
- Various mission equipment[3]

## Biến thể
Chiến xa AV8 có 12 biến thể. Tổng cộng đã có 124 xe biến thể IFV30 và IFV25 trong lô 257 AV8 đầu tiên.

### AFV30

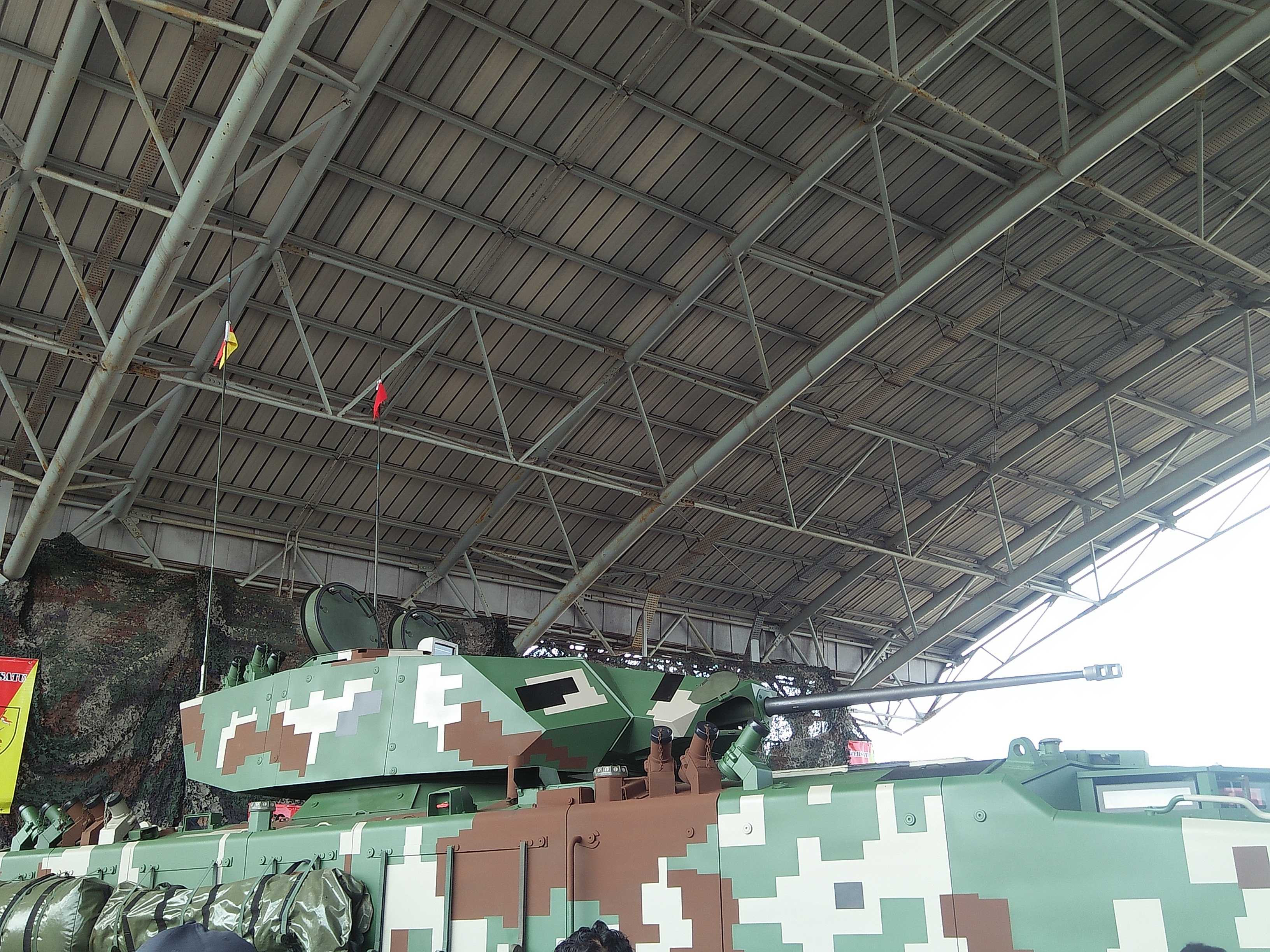
Tháp chiến đấu Denel LCT30

Phiên bản có số lượng nhiều nhứt là AFV30, có tháp chiến đấu LCT30. LCT30 có thiết kế hai người sản xuất ở Nam Phi bởi Công ty Denel Land Systems. Tháp Denel LCT30 được trang bị Súng Denel GI30 30mm và một súng máy đồng trục 7.62mm.

## Bên vận hành

### Bên vận hành hiện tại
- Malaysia: 257 chiến xa.[10] 12 chiến xa AV8 đầu tiên phục vụ trong Lục quân Malaysia vào ngày  27 tháng 1 năm, 2015.[11]

### Bên vận hành tiềm năng
- Saudi Arabia: Có ít nhất một xe AV8 Gempita, which is the variant of AFV30 in desert colour has been sent to Saudi Arabia for the trial in August or September 2018.[12]

## Hình ảnh

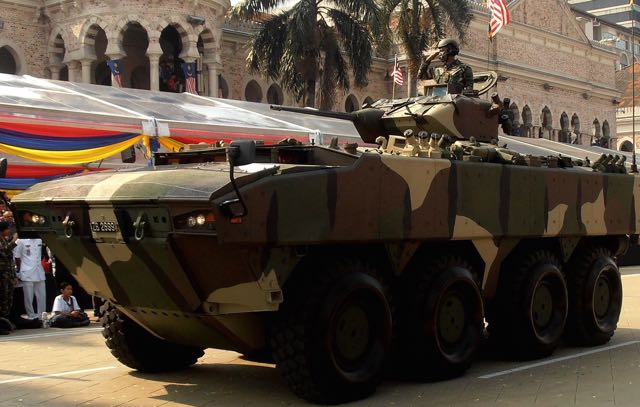
AV8 Gempita on the way in 56th NDP.
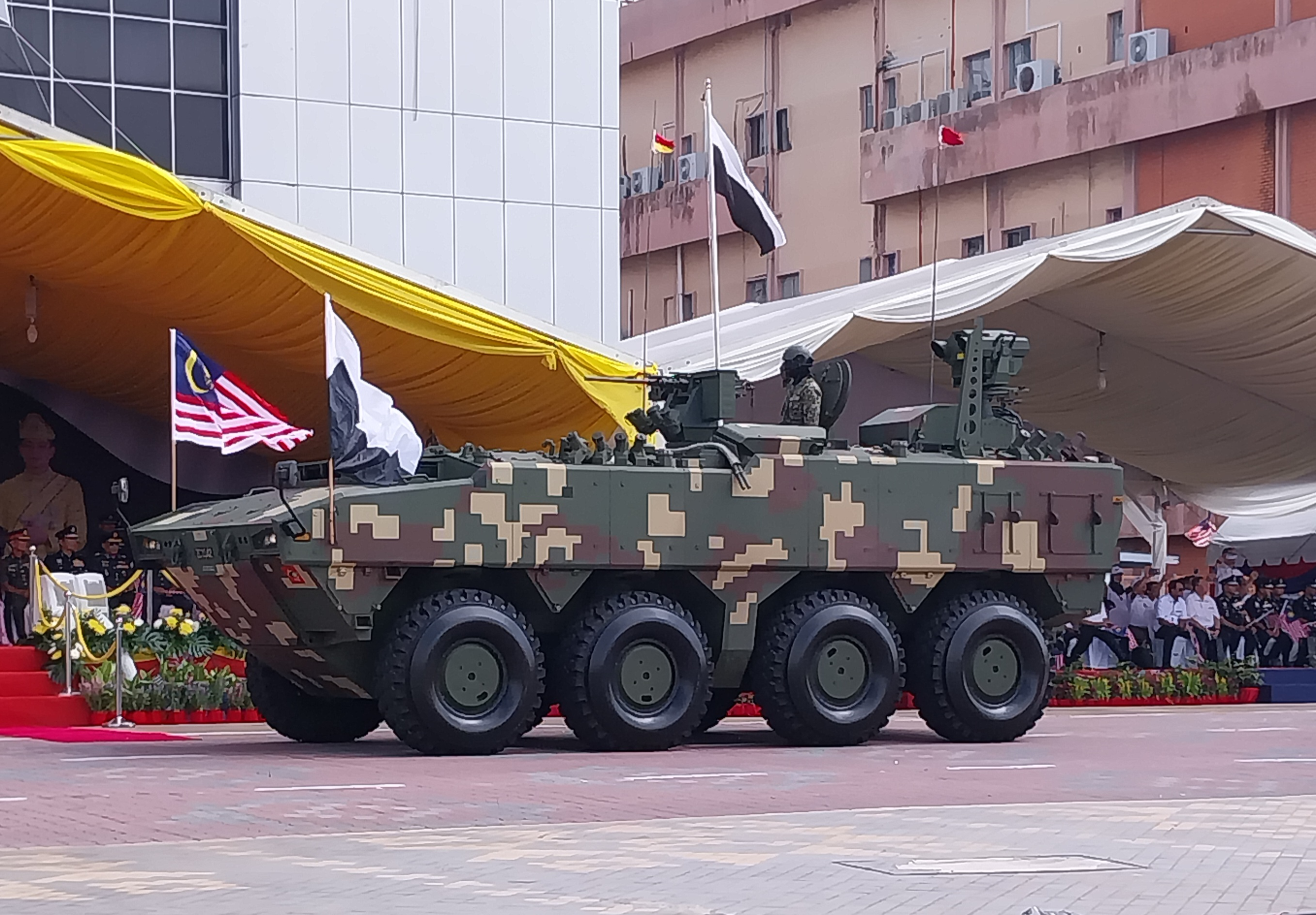
AV8 Gempita SURV variant with Vingtaqs surveillance system taking part in Kuantan NDP 2023.
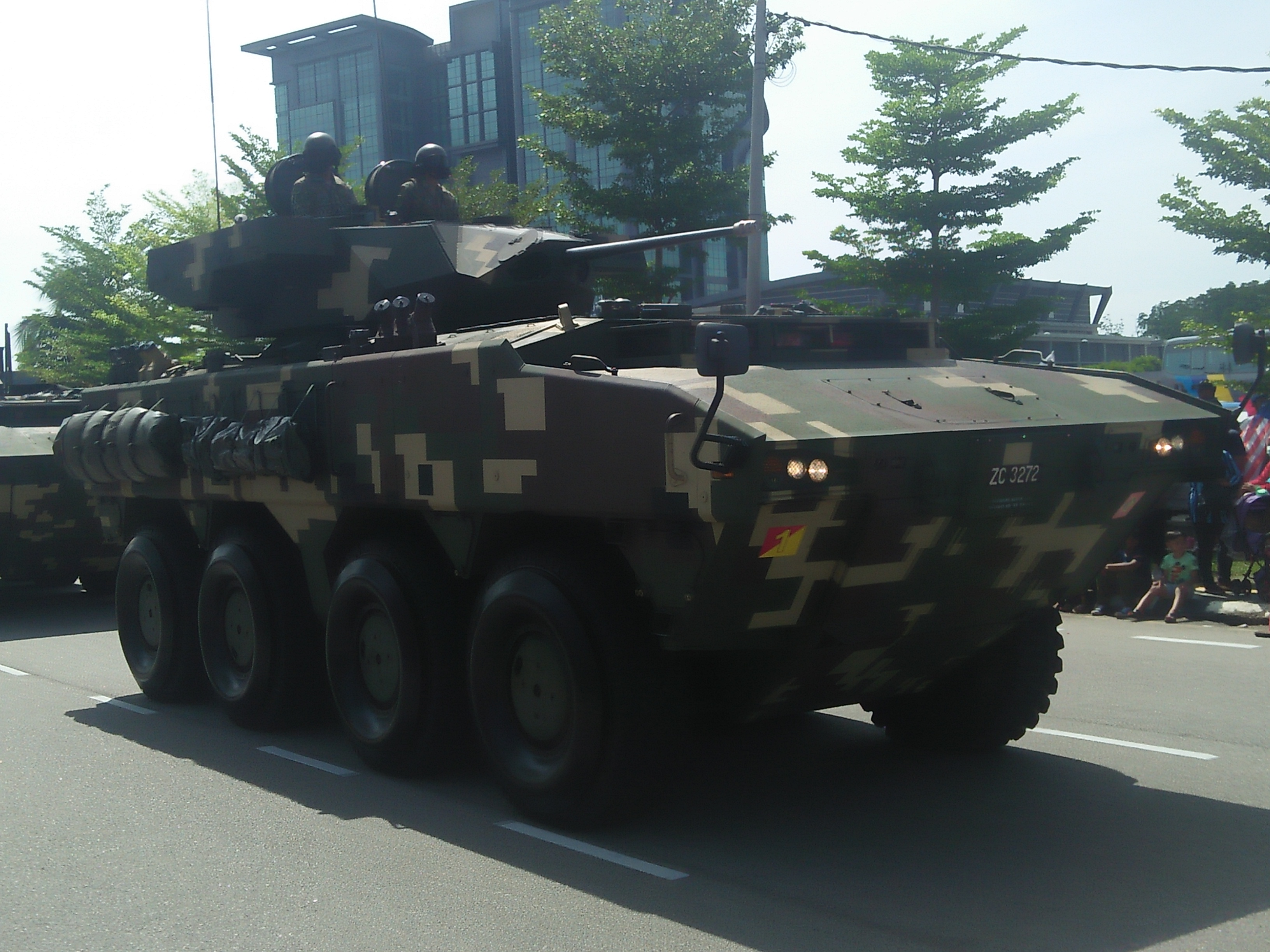
AV8 Gempita during NDP 2022 in Kuantan.
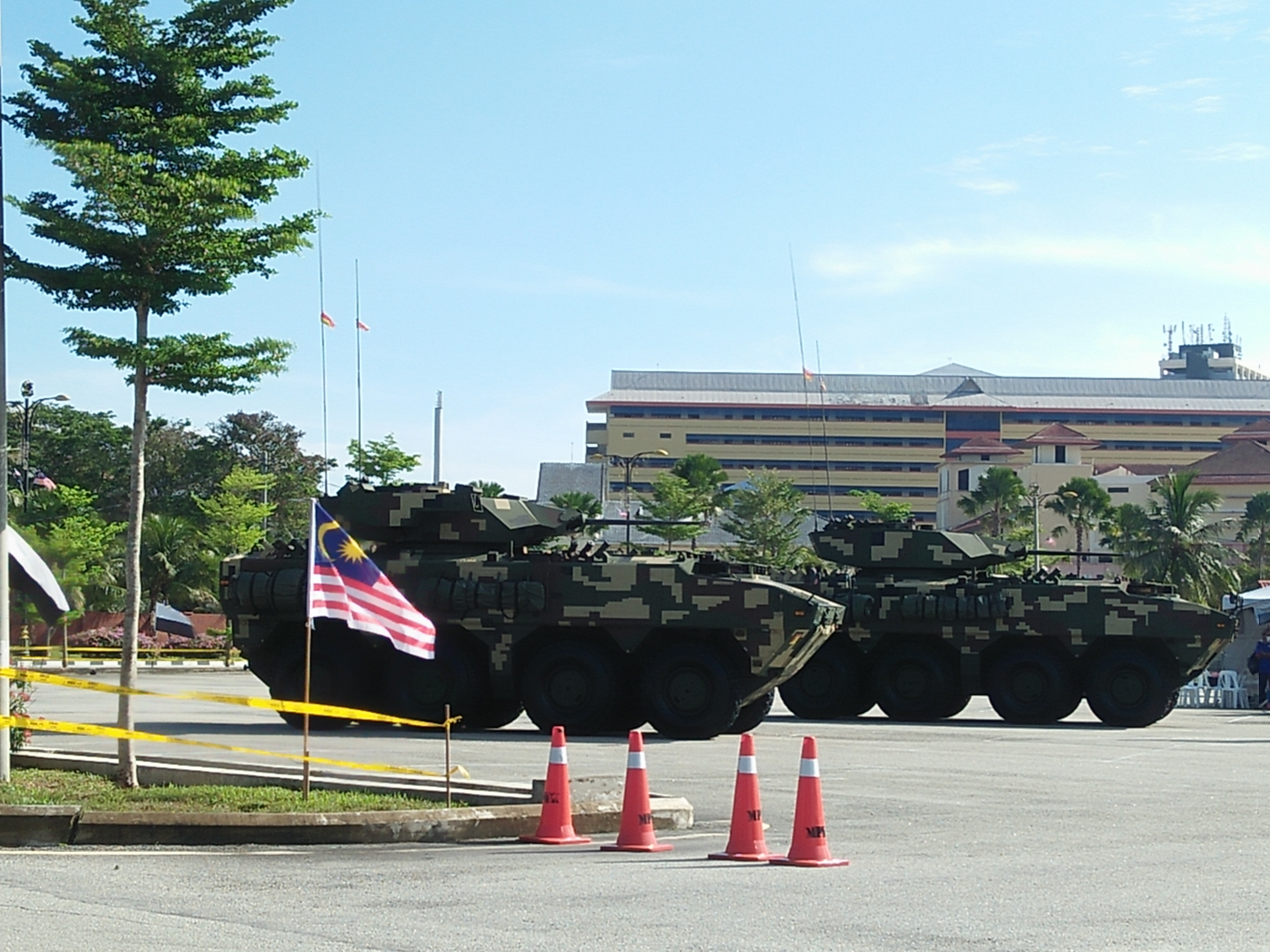
AV8 Gempita in display during NDP 2021 in Kuantan.